# Leon Gütl
Leon Gütl (19 marzo 2001) è uno snowboarder tedesco, specializzato in slopestyle e big air.

## Biografia
Attivo a livello internazionale dal novembre 2015, Leon Gütl ha debuttato in Coppa del Mondo l'8 settembre 2018, giungendo 43º nel big air a Cardrona. Il 6 marzo 2022 ha ottenuto in slopestyle, a Bakuriani, il suo primo podio nel massimo circuito, chiudendo al terzo posto nella gara vinta dal suo connazionale Leon Vockensperger. 
In carriera non ha mai debuttato ai Giochi olimpici invernali e ha preso parte a un'edizione dei Campionati mondiali di snowboard.

## Palmarès

### Coppa del Mondo
- Miglior piazzamento in classifica generale freestyle: 26º nel 2022
- Miglior piazzamento nella Coppa del Mondo di big air: 52º nel 2020
- Miglior piazzamento nella Coppa del Mondo di slopestyle: 11° nel 2022
- 1 podio:
  - 1 terzo posto